# Tietê (rzeka)
Tietê – brazylijska rzeka w stanie São Paulo o długości 1150 km i powierzchni dorzecza 70,9 tys. km². Źródła w górach Serra do Mar. Tworzy liczne wodospady. Wpada do Parany.
Główne dopływy:
- Sorocaba
- Piracicaba